# Es waren einmal drei Schwestern...
Es waren einmal drei Schwestern... (Alternativtitel:  Es waren einmal drei Schwestern und Silberwasser) ist ein 1983 erschienener Puppentrickfilm der DEFA. Es entspricht inhaltlich dem ATU 425.

## Handlung
Die drei Schwestern Dunkelhaar, Rothaar und Goldhaar leben miteinander in einem kleinen Haus. Dunkel- und Rothaar sind eitel und mürrisch, Goldhaar hingegen liebenswert. Als Dunkelhaar eines Tages zum Brunnen geht, spricht das Wasser zu ihr. Es nennt sich Silberwasser und bittet sie, seine Braut zu werden. Andernfalls wird es sich von ihr zurückziehen. Dunkelhaar fühlt sich beleidigt, da sie jedoch durstig ist, verspricht sie es und darf daraufhin Wasser schöpfen. Danach will das Mädchen aber von seiner Zusage nichts mehr wissen. Kurz darauf sprich die Stimme auch zu Rothaar, doch sie reagiert ähnlich wie ihre Schwester. Als Goldhaar ebenfalls zum Brunnen geht, spricht Silberwasser auch zu ihr. Sie gibt ihm das Eheversprechen und garantiert, es zu halten. In der Nacht kommt Silberwasser als schöner junger Mann zu Goldhaar. Er erklärt ihr, sie dreimal besuchen zu müssen, ohne dass jemand die beiden bemerkt. Dann wäre der Fluch, der auf ihm liegt gebrochen. Dunkelhaar und Rothaar sehen das Paar jedoch und so entschwindet Silberwasser. Goldhaar macht sich auf die Suche nach ihm und trifft dabei nacheinander auf die Sonne, den Mond und den Wind. Alle drei kennen das gutherzige Mädchen und geben ihr hilfreiche Geschenke. Letztlich trifft sie am Schloss der Hexe ein, die Silberwasser gefangen hält. Die böse Zauberin setzt ihre Kräfte ein, doch dank der magischen Gaben kann Goldhaar ihren Geliebten befreien und mit ihm zu ihren Schwestern zurückkehren.

## Produktion und Veröffentlichungen
Es waren einmal drei Schwestern... entstand 1982 im DEFA-Studio für Trickfilme. Die Gestaltung setzten Ulrike Röhricht und Horst J. Tappert nach Motiven von Volker Hartmann um. Für die Tongestaltung waren Manfred Mammitzsch  und Manfred Jähne verantwortlich. Die Charaktere wurden von Gerti Eichler, Thea Elster, Werner Knodel, Hannelore Koch, Katja Kuhl, Hermann Stövesand und Hans-Jörn Weber gesprochen. Die Erstausstrahlung fand am 8. Juli 1983 statt. Im Jahr 2000 erschien der Film zusammen mit Das Birnenmädchen auf VHS, später wurde Es waren einmal drei Schwestern... im Rahmen der Zusammenstellung Die schönsten Märchen aus aller Welt auch auf DVD veröffentlicht. Der Film befindet sich ebenfalls als Bonusmaterial auf der DVD-Fassung von Schneeweißchen und Rosenrot.